# Dawn (rapper)
Kim Hyo-jong (hangul: 김효종), mais conhecido como Dawn (hangul: 던), anteriormente E'Dawn, é um rapper, modelo, compositor, dançarino e produtor sul-coreano. Ele nasceu em Hwasun na Coreia do Sul e é popularmente conhecido por ter sido integrante dos grupos Pentagon (grupo sul-coreano) e Triple H. Na época, sua posição era de rapper principal, sub-vocal e dançarino principal. Dawn fez sua estréia solo em 5 de novembro de 2019, lançando o single "Money".

## Carreira

### 2015–2018: Pentagon, Triple H e saída da Cube
Hyojong realizou testes para várias agencias como a JYP Entertainment, mas não foi aprovado em nenhuma, até fazer um teste para a Cube Entertainment e ser aprovado, onde se tornou trainee.
Durante o mes de agosto de 2015, Hyojong participou das promoções do single Roll Deep da cantora e colega de empresa Hyuna, pois o cantor Hoon Jung do BtoB que faz parte da musica estava ocupado promovendo seus próprios projetos no Japão. O rapper também participou do video oficial de coreografia da musica.
Mais tarde, em 2016, através do programa de sobrevivência Pentagon Maker, debutou como integrante do grupo Pentagon no dia 10 de outubro de 2016 com a musica Gorilla, e com o nome artístico E'Dawn.
Em 1 de maio de 2017, estreou como membro do trio Triple H com o lançamento do mini-álbum 199X, juntamente com Hui e HyunA. Em 29 de agosto de 2017 ele participou da faixa "Purple" da cantora HyunA.
No dia 2 de agosto de 2018, HyunA confirmou na sua conta do Instagram o seu namoro com Dawn, depois disso a Cube anunciou que o cantor se afastaria temporariamente do grupo Pentagon e não participaria do proximo ep do grupo,Thumbs Up!. No dia 14 de novembro de 2018 foi anunciado que o contrato do cantor com a Cube Entertainment havia oficialmente terminado.

### 2019–presente: P Nation, debut solo eDawndididawn
Em 23 de janeiro de 2019 assinou um contrato com a P-Nation, empresa de Psy.
No dia 15 de outubro do mesmo ano foi anunciado que o cantor faria seu debut solo em 5 de novembro de 2019, com a faixa Money, sob o nome Dawn. O seu debut stage como artista solo foi em 7 de novembro no M Countdown.
Em 29 de abril de 2020 Dawn participou na trilha sonora do programa 본격연예 한밤 (Late Night E-News) com a faixa 그건 너 (It's You).
Em 28 de setembro a P-Nation anunciou que Dawn faria seu comeback com seu primeiro mini álbum Dawndididawn no dia 9 de outubro. A faixa título, intitulada Dawndididawn (던디리던), tem participação da rapper Jessi. O álbum também tem participação do cantor Crush na faixa Still.
Em 28 de janeiro de 2021, Dawn fez sua segunda colaboração com HyunA, dessa vez na faixa Party, Feel, Love do mini-álbum I'm Not Cool. Ele também colaborou na composição da faixa-título do álbum.
Em 3 de março lançou uma colaboração com o cantor Demian na faixa LOVE%.
Em agosto foi anunciado que o Studio Lululala estaria filmando um reality com focado na vida e trabalho de Dawn e HyunA. Posteriormente, a P Nation anunciou que o casal iria colaborar como um duo em 9 de setembro, com o lançamento do mini álbum 1+1=1 junto da faixa-titulo Ping Pong.

## Vida pessoal
Em 2 de agosto de 2018, Dawn revelou que estava namorando HyunA desde maio de 2016. O noivado dos dois foi anunciado em 3 de fevereiro de 2022. Em uma publicação no Instagram, HyunA declarou que tinham terminado.

## Discografia

### Extended plays
| Título            | Detalhes | Ref.   |
| ----------------- | --- | ------ |
| Dawndididawn      | - Lançamento: 9 de outubro de 2020 - Gravadora: P Nation - Formatos: download digital, streaming Lista de músicas 1. DAWNDIDIDAWN (던디리던) (feat. Jessi) 2. Still (feat. Crush) 3. Tantara 4. Butterfly 5. Ordinary Night | [ 19 ] |
| Colaborações      | |        |
| 1+1=1 (com HyunA) | - Lançamento: 9 de setembro de 2021 - Gravadora: P Nation - Formatos: CD, download digital Lista de músicas 1. Deep Dive 2. PING PONG 3. XOXO 4. I Know                                                                     | [ 20 ] |

### Singles
| Ano                    | Título                                  | Melhores posições      | Melhores posições      | Melhores posições      | Álbum                  |
| Ano                    | Título                                  | COR                    | COR                    | US                     | Álbum                  |
| Ano                    | Título                                  | Gaon                   | Hot 100                | US World               | Álbum                  |
| Como artista principal | Como artista principal                  | Como artista principal | Como artista principal | Como artista principal | Como artista principal |
| ---------------------- | --------------------------------------- | ---------------------- | ---------------------- | ---------------------- | ---------------------- |
| 2019                   | "Money"                                 | —                      | 98                     | 11                     | Single sem álbum       |
| 2020                   | "Dawndididawn" (던디리던) (feat. Jessi) | —                      | —                      | 13                     | Dawndididawn           |
| Colaborações           |                                         |                        |                        |                        |                        |
| 2021                   | "Ping Pong" (com HyunA)                 | 101                    | 45                     | 10                     | 1+1=1                  |

### Como artista convidado
| Ano  | Título                                 | Álbum            |
| ---- | -------------------------------------- | ---------------- |
| 2017 | "Purple" (HyunA feat. Dawn)            | Following        |
| 2021 | "Party. Feel. Love" (HyunA feat. Dawn) | I'm Not Cool     |
| 2021 | "LOVE%" (Demian feat. Dawn)            | A Blue not Blues |

### Trilhas sonoras
| Ano  | Título             | Álbum                                      | Ref.   |
| ---- | ------------------ | ------------------------------------------ | ------ |
| 2020 | 그건 너 (It's You) | OLD X NEW (Original Television Soundtrack) | [ 23 ] |

### Videoclipes
| Ano                   | Título                        | Artista      | Diretor    | Tempo |
| Solo                  | Solo                          | Solo         | Solo       | Solo  |
| --------------------- | ----------------------------- | ------------ | ---------- | ----- |
| 2019                  | Money                         | Dawn         | Han Sa Min | 3:29  |
| 2020                  | Dawndididawn (feat Jessi)     | Dawn         | Korilo     | 3:20  |
| Colaborações          |                               |              |            |       |
| 2021                  | Ping Pong                     | Dawn e HyunA | —          | 2:41  |
| Participação especial |                               |              |            |       |
| 2014                  | Secret                        | G.na         | —          | 3:30  |
| 2015                  | Roll Deep (Choreograpy Video) | HyunA        | —          | 3:23  |
| 2017                  | Jelly                         | Soyeon       | —          | 3:03  |

## Filmografia

### Reality Show
| Ano       | Tiítulo        | Network | Notas                                                 | Ref.   |
| --------- | -------------- | ------- | ----------------------------------------------------- | ------ |
| 2016      | Pentagon Maker | Mnet    | Reality show sobre formação do Pentagon, 12 Episódios | [ 24 ] |
| 2019      | Dawn           | YouTube | Membro principal, 3 episódios                         | [ 25 ] |
| 2019–2020 | HyunA-ing      | YouTube | Membro Regular                                        | [ 26 ] |

### Programa de variedade
| Ano  | Título                  | Network | Notas       | Ref.   |
| ---- | ----------------------- | ------- | ----------- | ------ |
| 2019 | How Do You Play?        | MBC     | Episódio 65 | [ 27 ] |
| 2020 | Show!terview with Jessi | SBS     | Episódio 15 | [ 28 ] |

### Series de Tv
| Ano  | Título | Papel | Network       | Notas        | Ref.   |
| ---- | ------ | ----- | ------------- | ------------ | ------ |
| 2016 | Spark  |       | Naver TV Cast | 12 episódios | [ 29 ] |